# Duomo di Graz

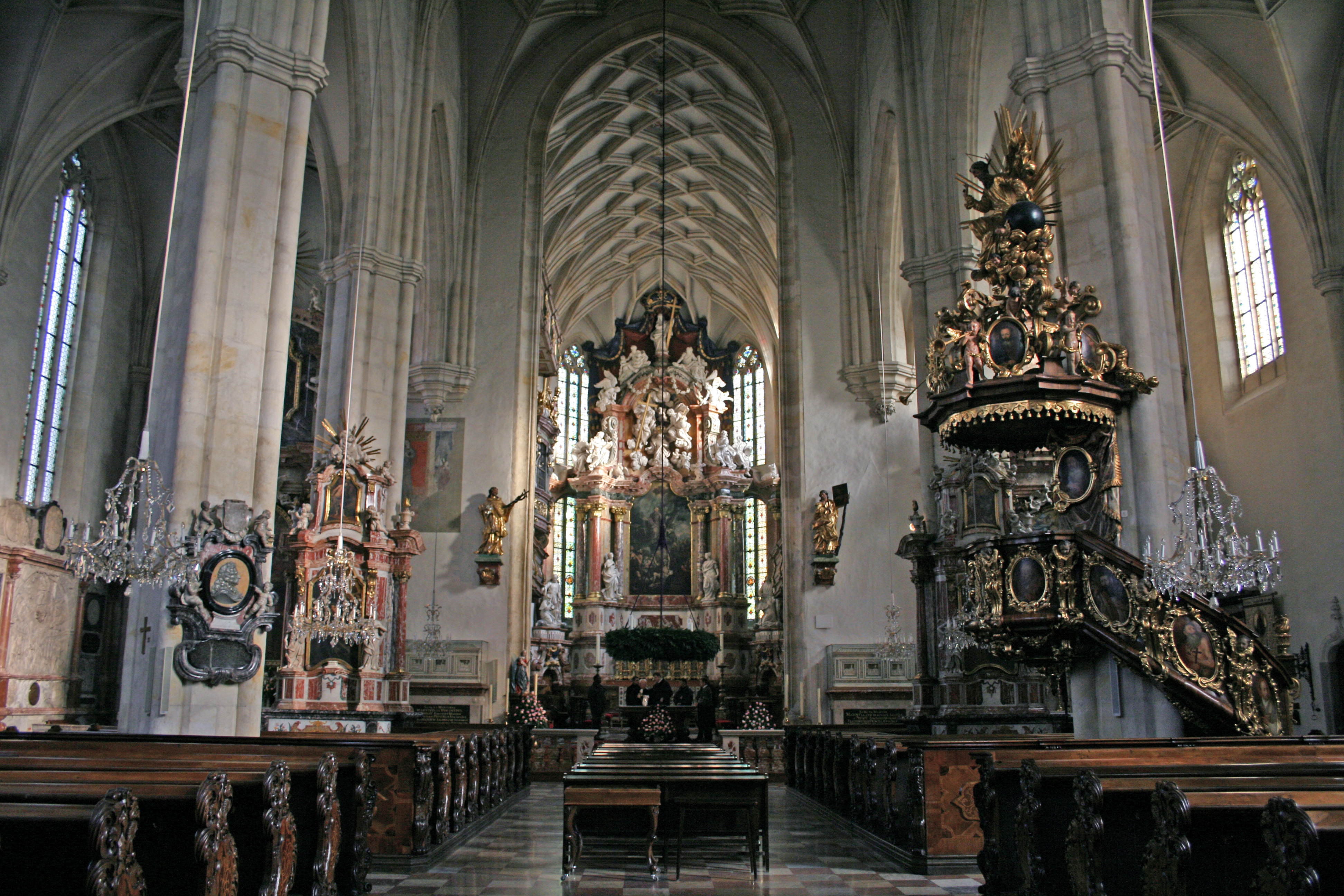
l'interno dai preziosi arredi barocchi

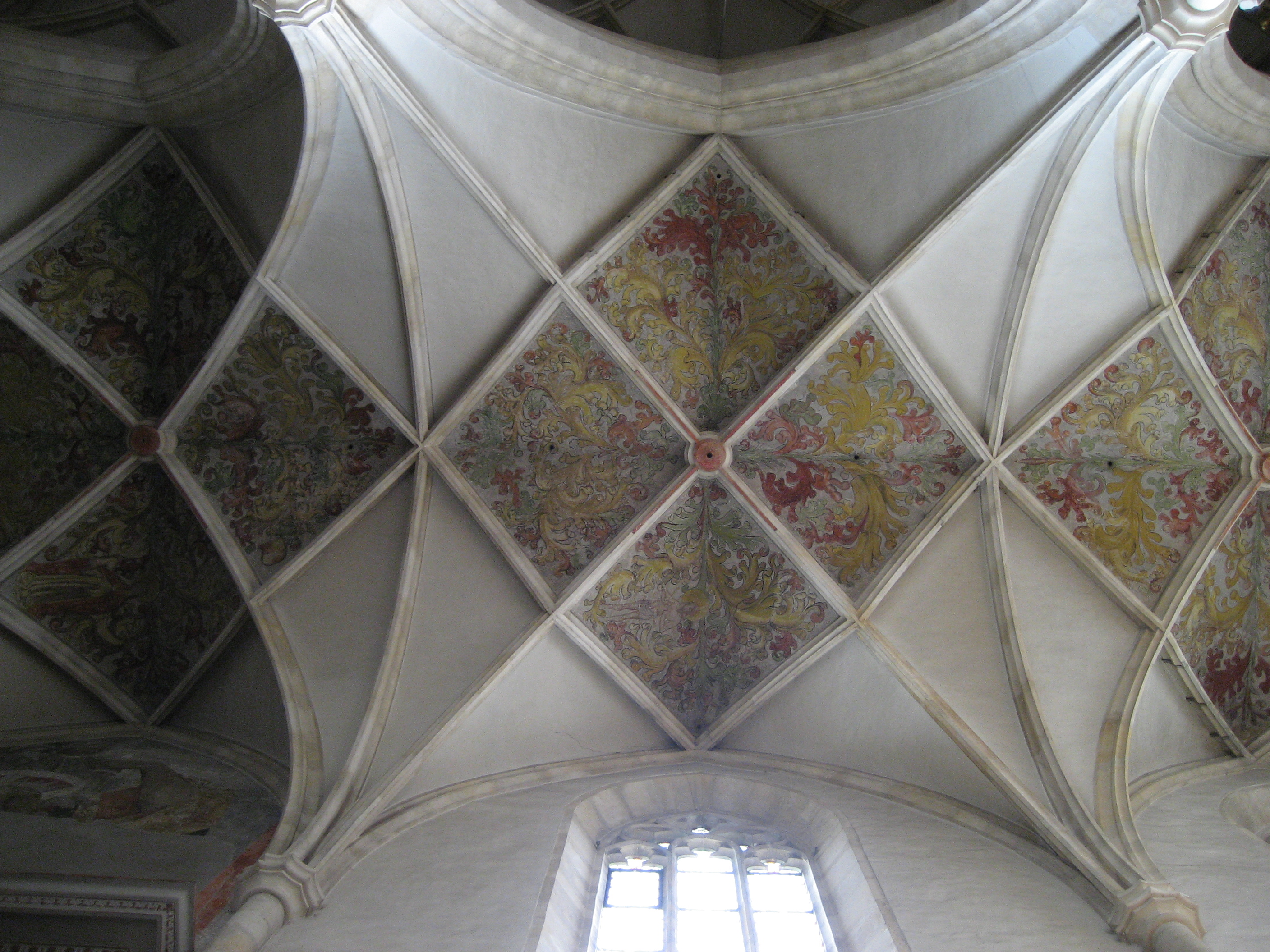
le volte affrescate nel 1464

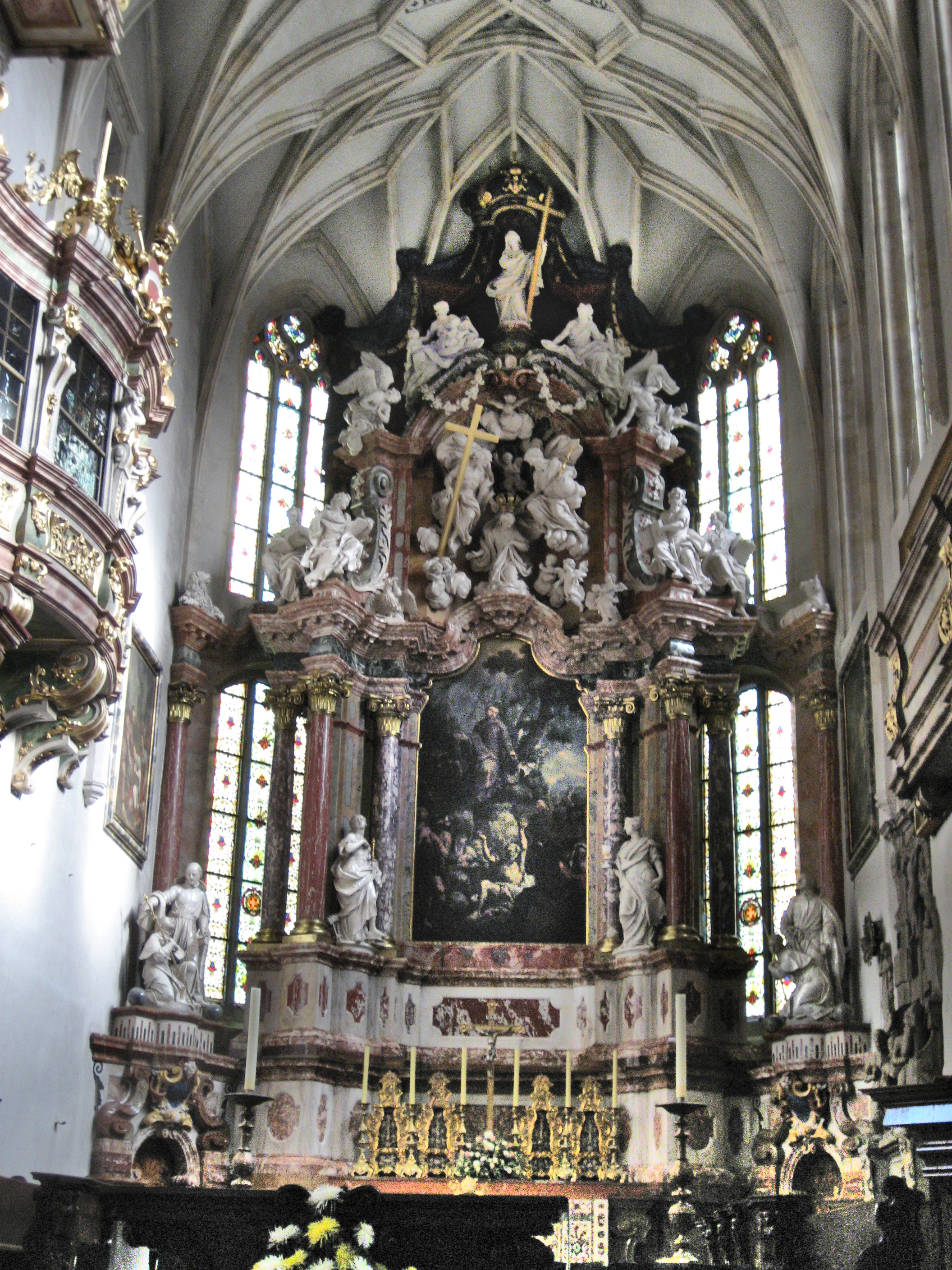
l'Altar maggiore

La cattedrale, chiesa vescovile e chiesa parrocchiale di Sant'Egidio (in tedesco Kathedrale, Bischofskirche und Pfarrkirche Hl. Ägydius) detto comunemente duomo di Graz (in tedesco: Grazer Dom), è la cattedrale della città di Graz, in Austria, chiesa episcopale e parrocchiale della Diocesi di Graz-Seckau dedicata a sant'Egidio abate.
Rappresenta uno degli edifici artistici storicamente più significativi della cultura d'Austria e di tutta la provincia della Stiria. Progettato in stile Tardo gotico nel XV secolo, venne costruito da Federico III d'Asburgo come Hofkirche, chiesa di corte del Sacro Romano Impero, nel 1786 venne elevata al rango di cattedrale e nel 1930 dichiarata anche basilica minore.

## Storia
Una chiesa dedicata a sant'Egidio abate sorgeva già in questo luogo almeno sin dal XII secolo. Nel 1438 Federico III d'Asburgo iniziò la costruzione del castello di Graz e con esso il duomo odierno, come chiesa di corte, completato nel 1464 in stile Tardogotico. L'architetto fu probabilmente Hans Niesenberger, già noto a Ratisbona nel 1459 come Maestro von Grätz der Weissnaw, e presso il duomo di Milano, nel 1483, come Maestro Johannes von Graz. Nel 1615 venne costruita la sacrestia e tra il 1617 e il 1667 vennero aggiunte le quattro cappelle della Peste, dell'Addolorata, di San Francesco Saverio e della Croce. Nel 1577 venne donata ai Gesuiti, che la officiarono fino all'abolizione dell'ordine nel 1773, i quali apportarono grandi modifiche all'edificio, soprattutto nel suo arredamento. Abbatterono lo Jubé gotico, secondo le nuove teorie dettate dal concilio di Trento, costruirono nuovi altari laterali, aggiunsero altre cappelle e una nuova sacrestia. Nel 1678 venne costruita la cripta sotto la chiesa. Dopo l'abolizione dell'Ordine dei gesuiti nel 1773 la chiesa restò inutilizzata fino all'anno 1786, quando la sede vescovile della diocesi di Seckau venne spostata a Graz e la chiesa venne elevata a cattedrale della diocesi di Graz-Seckau.

## Descrizione

### Architettura
L'esterno si presenta come una semplice e massiccia struttura, una volta interamente rivestita da affreschi. Oggi uniche testimonianze restano, sul fianco destro, le pitture dei Flagelli di Dio, opere del 1480-85 circa di Thomas von Villach. Il portale principale, ancora di chiara inflessione gotica, è datato 1456; in alto sono gli stemmi di Federico III con relativo motto A.E.I.O.U. (Austriae est imperare orbi universo), a sinistra, e del Portogallo a destra, in onore della moglie Eleonora del Portogallo. Le quattro statue di Maria, San Giuseppe, San Giovanni Battista e San Leopoldo sono del XIX secolo.
Il grande tetto e la torretta occidentale vennero aggiunti da Grego Parcher nel 1653.
L'interno dell'edificio è del tipo Hallenkirche, a sala, diviso in tre navate da slanciati pilastri compositi e coperto da elaborate volte a stella, tipiche del periodo Tardo-gotico. All'epoca della costruzione gran parte degli interni erano rivestiti da affreschi tardo gotici, dei quali restano un San Cristoforo in controfacciata, e rameggi floreali, datati 1464, sulle volte della navata centrale.
Nel coro troneggia il maestoso altar maggiore barocco, uno dei più belli e importanti d'Austria, eretto dai Gesuiti nel 1730-33 in sostituzione del precedente rinascimentale. Il complesso risulta da disegni del gesuita Padre Georg; le sculture sono di Johann Jacob Schoy e Giovanni Marchiori, i dipinti di Franz Ignaz Flurer. Sviluppato su due livelli, presenta una grande pala di San'Egidio, patrono della chiesa, e il grande gruppo scultoreo dell'Incoronazione della Vergine
Gli altari laterali sono stati costruiti subito dopo la demolizione dello Jubé nel 1618, e rinnovati nel 1766 da Veit Königer. Le pale d'altare del pittore di corte Giovanni Pietro de Pomis sono rimaste. Il pulpito, progettato nel 1710 dal gesuita Georg Lindemayril, mostra una ricca decorazione barocca.

### Organo a canne
Sull'ampia cantoria in controfacciata si trova l'organo a canne, costruito nel 1978 dalla ditta organaria zurighese Kuhn Orgelbau riutilizzando parte del materiale fonico e la cassa barocca, progettata dall'architetto Jörg Mayr e decorata da Veit Königer, del precedente strumento, costruito nel 1687 da Anton Römer. L'organo attuale, ampliato dalla ditta costruttrice nel 1998, è a trasmissione mista (meccanica per i manuali e il pedale, elettrica per i registri) ed un totale di 73 registri suddivisi fra le quattro tastiere, ciascuna di 56 note, e la pedaliera, di 30 note.

## I reliquiari
Ai lati del coro sono due reliquiari con rilievi che sono fra le opere più importanti custodite nel Duomo.
In origine erano due cassoni nuziali di Paola Gonzaga che la duchessa portò con sé al matrimonio con il conte Leonardo di Gorizia al Castello Bruck di Lienz. Dopo la morte della coppia senza figli, le casse entrarono in possesso dell'Abbazia di Millstatt, sulle Alpi della Carinzia. L'Arciduca Ferdinando le donò nel 1598 ai gesuiti per la creazione dell'Università di Graz. Nel 1617 Papa Paolo V donò delle reliquie ai gesuiti di Graz, che le custodirono dentro queste casse.
Le cassapanche di quercia presentano tre bassorilievi in avorio ispirati dalla poesia de'I Trionfi di Francesco Petrarca, lavori eseguiti a Mantova nel 1477 dalla scuola del Mantegna.

## Galleria d'immagini

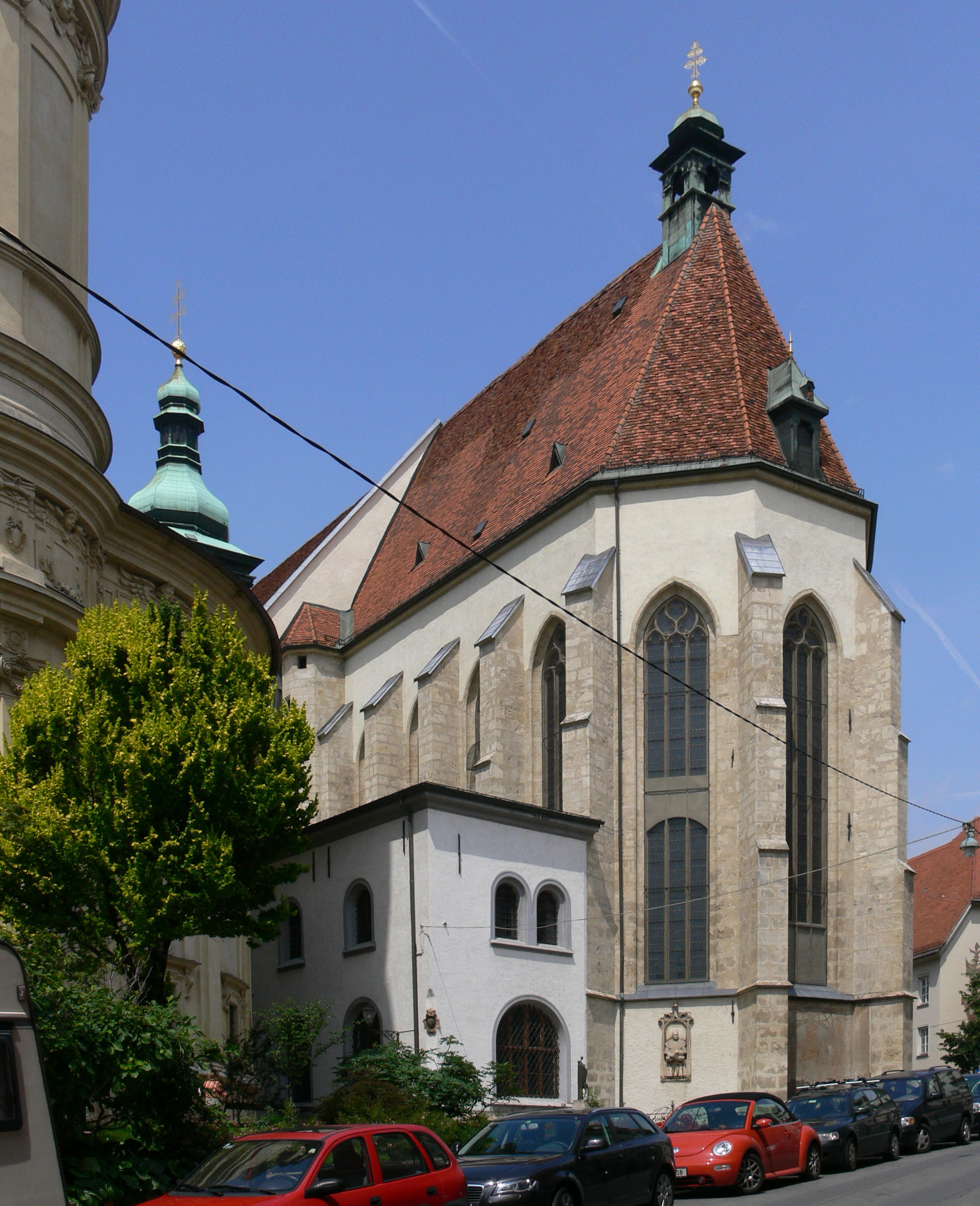
L'abside
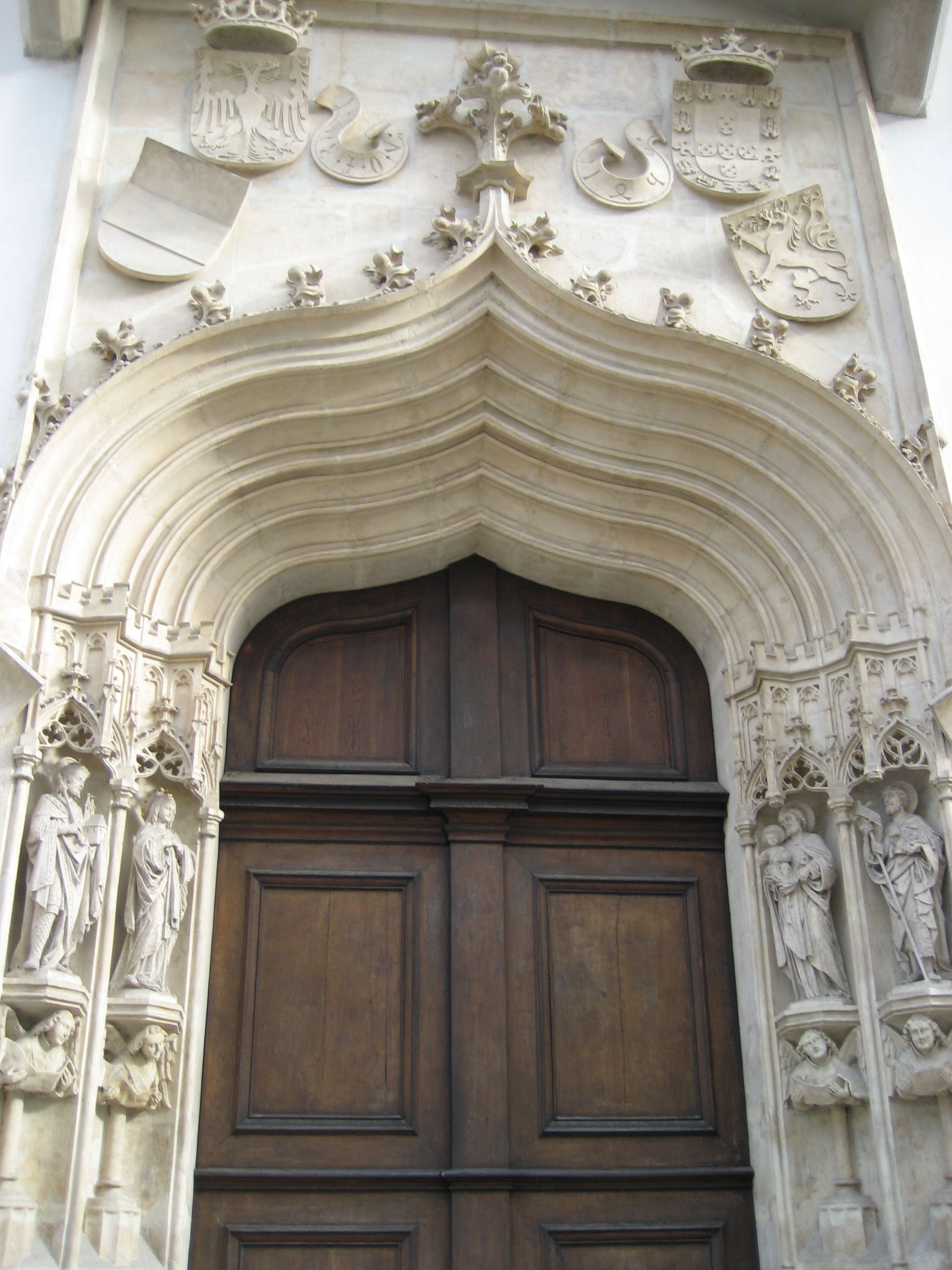
Il portale tardo-gotico
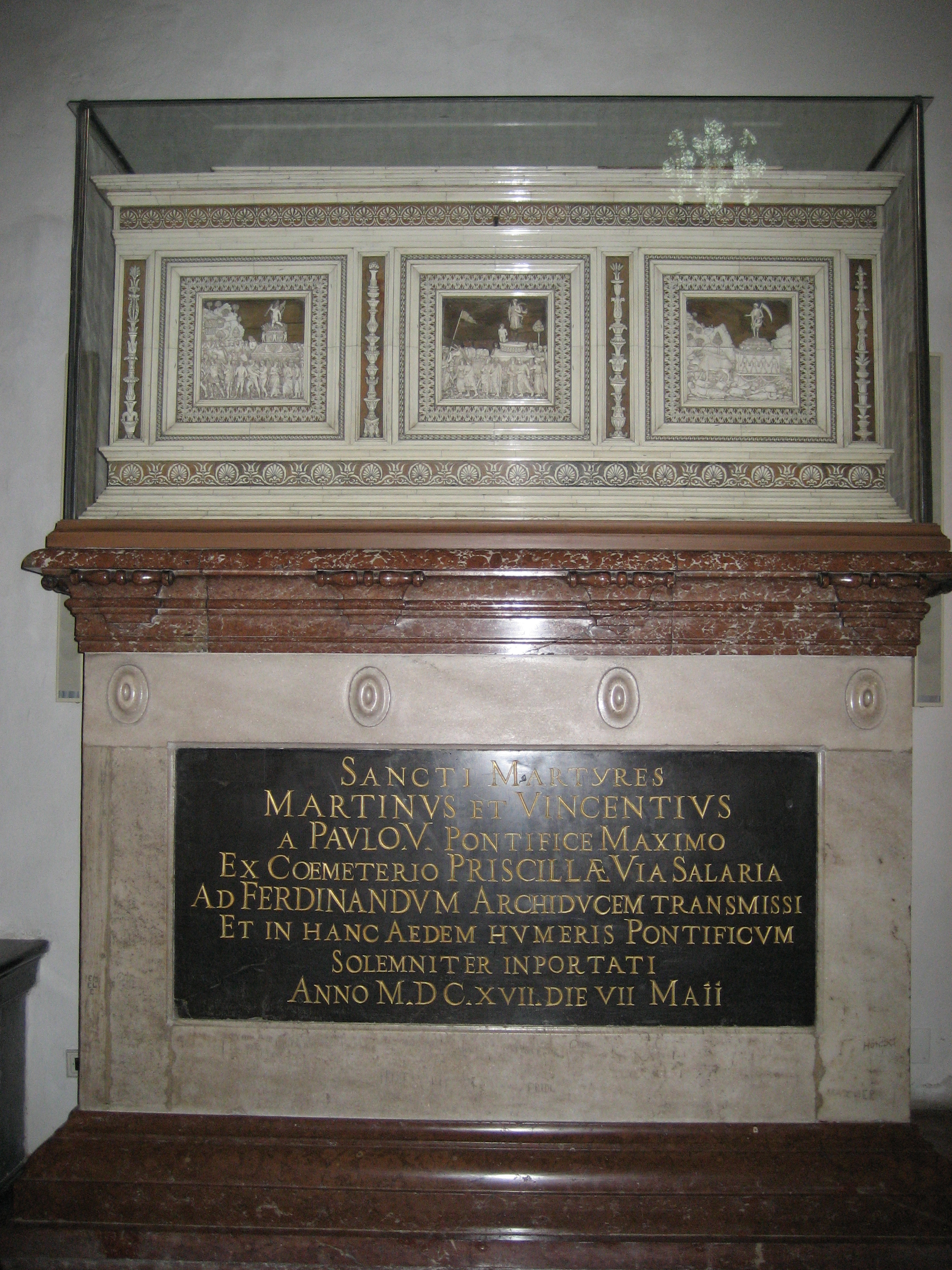
Uno dei reliquiari rinascimentali
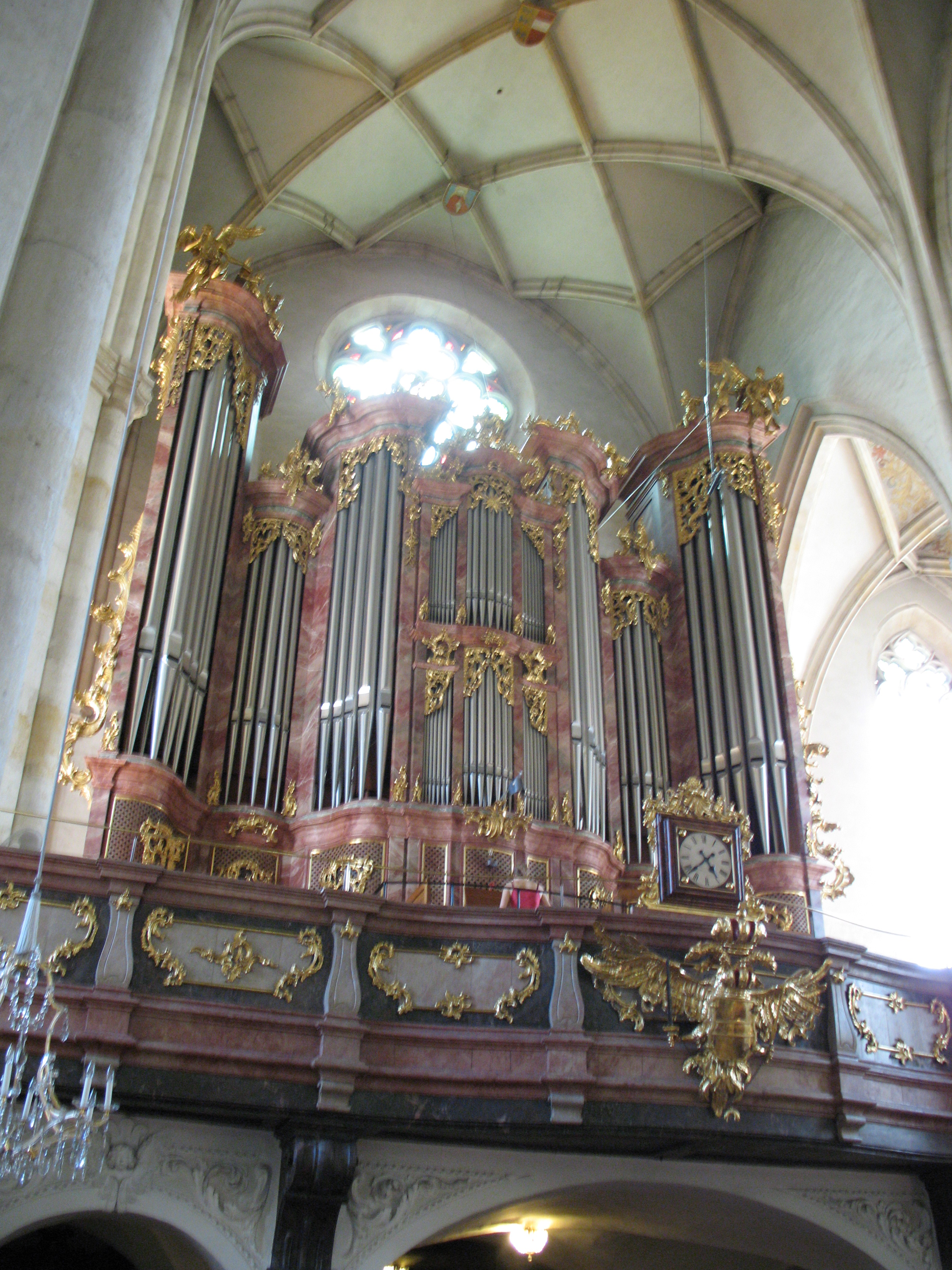
L'organo barocco del 1687